# Guillaume François Charles Goupil de Préfelne
Guillaume François Charles Goupil de Préfeln, né à Argentan en France le 29 juillet 1727, mort à Paris le 18 février 1801, est un homme politique français.
Il est le fils de Charles-François Goupil (1698-1744), avocat, et de Catherine Louise Levavasseur. En 1750, il épouse Marie Françoise Meslin, fils de Jean Meslin, marchand, et de Françoise Camus. Ils sont les parents de Louis François Alexandre Goupil de Préfeln (1752-1831).
Dans les années précédant la Révolution, il est lieutenant général de police à Argentan. Il est aussi conseiller au parlement de Rouen pendant la réforme Maupeou.
En 1789, il est élu député du tiers-état du bailliage d'Alençon aux états généraux. Il y prend des positions contradictoires, votant en faveur du veto absolu du roi, de la religion catholique comme religion nationale, de la Constitution civile du clergé, de la suppression des titres honorifiques, du licenciement des gardes du corps, de l'institution du jury, etc.
Président du tribunal du district d'Alençon à la séparation de l’Assemblée Constituante en 1791, il est arrêté comme suspect, en mai 1794, et libéré après la chute de Robespierre.
Sous le Directoire, il est élu au Conseil des Cinq-Cents par l'Orne, il est arrêté comme royaliste après le Coup d'État du 18 fructidor an V (4 septembre 1797) mais relâché très vite.
Sous le Consulat, il entre le 9 avril 1800, au Tribunal de cassation.

## Biographie
Goupil de Préfeln était, avant la Révolution, juge au bailliage d’Alençon, sa patrie, fut député aux états généraux de 1789 par le tiers état de ce bailliage. 
Quoique d’un âge avancé, ce magistrat se fit remarquer par une vivacité, une énergie de caractère qui ressemblait souvent à de la violence ; il paraissait fréquemment à la tribune et s’y exprimait toujours d’un ton animé, même sur les questions qui semblaient ne devoir être discutées qu’avec calme ; on l’eût pris pour un des révolutionnaires les plus exaltés. Cependant, au moins dans les premiers temps, il ne fut point du nombre de ceux qui avaient projeté de changer la forme de l’État. 
C’est ce qu’on vit le 3 septembre 1789, lorsqu'on discuta quelle serait la nature du veto que le roi aurait le droit de mettre aux décrets de l’assemblée. Goupil vota pour que ce veto fût absolu. « Nous n’avons pas été envoyés, dit-il, pour faire une nouvelle constitution, mais pour affermir l’ancienne » ; ce qui était vrai, quoique la majeure partie des députés des trois ordres eussent une opinion différente. Avant le 5 novembre on pensait assez généralement que Mirabeau était à la tête d’un parti qui voulait changer l’ordre de la succession au trône. Le jardin du Palais-Royal à Paris était le principal foyer de ce complot : c’était de là que les factieux, répandus dans les groupes et dans les cafés, ameutaient le peuple et menaçaient sans cesse de se porter à Versailles pour mettre, disaient-ils, à la raison les prêtres et les nobles.
Dans une des séances de l’Assemblée nationale, où il fut question d’arrêter ces désordres, Goupil parut à la tribune le visage en feu ; il demanda qu’on prît sur-le-champ des mesures contre les séditieux, et indiquant clairement Mirabeau, il s’écria : « Vous délibérez, et Catilina est aux portes de Rome ; il menace le sénat. » Cette sortie, qui dans la bouche d’un autre aurait produit un grand effet, n’en produisit aucun dans celle de Goupil, qui, paraissant tantôt favoriser un parti, et tantôt en embrasser un autre, avait fini par n’être plus écouté. Il paraissait n’avoir au fond que de bonnes intentions il ne prit nullement part aux complots qui tendaient au désordre et à la ruine de la patrie. Frondeville était un des antagonistes les plus prononcés de Mirabeau : cependant Goupil le dénonça dans une circonstance où celui-ci s’était plaint assez vivement par écrit de l’indulgence dont l’assemblée avait usé envers les auteurs présumés des événements des 5 et 6 octobre ; et l’on a vu que, peu de mois auparavant, il avait signalé Mirabeau comme le principal agent de la faction indiquée par Frondeville.
Goupil fut aussi du nombre de ceux qui attaquèrent imprudemment les réponses du roi à la demande audacieuse qu'on avait faite à Sa Majesté de sanctionner immédiatement quelques articles de la nouvelle constitution. C’était une intrigue imaginée pour amener la révolution des 5 et 6 octobre, qui eut effectivement lieu aussitôt après : Goupil en fut de cette manière un des agents sans être dans le secret.
Il fut pendant la session membre de plusieurs comités, et présida celui des recherches qui servit de type aux autres comités de la convention, appelés de Salut public et de Sûreté générale. Goupil vota pour la suppression de la noblesse, et demanda qu’on établît des peines contre ceux qui continueraient d’en porter les titres. Il vota également pour la constitution civile du clergé, blâma le départ du roi pour Varennes et demanda le licenciement de ses gardes ; mais il insista avec beaucoup de courage pour que sa personne fût inviolable et sacrée, et se montra toujours fidèle aux principes de la légitimité. 
Après le règne de la Convention, ce vieillard fut de nouveau député au conseil des Cinq-Cents par le département de l'Orne : il fit placer dans la salle le buste de Montesquieu, ce qui indiquait quelles étaient ses véritables opinions politiques. Ce fut lui cependant qui, le 6 mai 1796, fit décréter le séquestre des biens des pères et mères des émigrés ; en convenant que la loi était dure, il pensa, qu’elle était indispensable, « d’autant mieux, ajouta-t-il avec une sorte d’ironie bien cruelle, que Fabius, augure romain, nous apprend que ce qui se fait pour le salut de la république se fait toujours sous de bons auspices. » À cela près, Goupil se comporta dans cette assemblée avec assez de modération ; il attaqua même le triumvirat du Directoire, qui le fit arrêter dans la journée de Fructidor, mais qui lui rendit la liberté peu de temps après en le rayant de la liste des émigrés, où il se trouvait inscrit.
Goupil rentra dans l’Assemblée, en sortit en 1799, fut nommé en 1800, juge au tribunal de cassation, et mourut à Paris en février 1801. On peut dire que ce magistrat fut un révolutionnaire mixte, d’une imagination exaltée, quoiqu'il eût de la modération dans le caractère.